# Auvergne
Auvergne var en fransk region indtil 1. januar 2016, hvor den blev slået sammen med Rhône-Alpes, for at danne den nye region Auvergne-Rhône-Alpes. Den ligger i den centrale del af landet.

## Geografi og miljø
På dansk kaldes Massif Central, som Auvergne er en del af, for Auvergnes Højland. Auvergne er et naturskønt område med meget varieret natur og flere naturparker som Parc naturel régional des Volcans d'Auvergne sydvest for Clermont-Ferrand, som har over 60 udslukte vulkaner. Den vulkanske aktivitet ophørte for ca. 10.000 år siden. Den højeste vulkan i området er den 1.886 meter høje Puy de Sancy. Omkring Puy de Sancy er der flere skisportssteder med alpint og langrend, bl.a. Le Mont Dore og Super Besse og længere sydpå i Cantal: Le Lioran.

### Natur
Auvergne har en stor variation af naturtyper og dyre- og plantearter. Til de sjældne arter regnes mosegris (Arvicola sapidus), sommerfuglen blå ildfugl (Lycaena helle) og rød glente (Milvus milvus). I 2017 optalte man 51 arter af pattedyr i Auvergne.
Naturrigdommen skyldes Auvergnes mangfoldige klimaforhold, bjergarter, jordtyper og topografiske variation samt  de mange vandløb, som gennemstrømmer tyndt befolkede områder (51 indbyggere/kvadratkilometer). Skov og landbrug dyrkes desuden mindre intensivt end andre steder i Europa.
Regionen undslipper ikke helt nedgangen i biodiversitet, selv om den er mindre kratig end andre steder. Til Auvergnes udfordringer hører Opsplitning og udpining eller ødelæggelse af levesteder (sammenlægning af landbrugsarealer eller byudvikling), forurening (overgødskning eller afvanding), indtrængen af fremmede, invasive arter og klimaændringer.

#### Auvergnes Vulkannationalpark
Parc des volcans d'Auvergne, som ligger i Auvergnes hjerte, huser bemærkelsesværdige landskaber og en rig fauna og flora. Med en udstrækning i nord-sydlig retning på 120 kilometet og et areal på 388.957 heltar er den Frankrigs største naturpark. Højdemæssigt ligger den mellem 2.400 og 1.886 meter over havniveau. Den består af fire vulkanske regioner: Cézallier, Monts du Cantal, Monts Dore og Monts Dômes, men også af en region, der ligger på granit: Artense.
 Foruden meee end 4.000 kilometer vandløb, er her talrige naturlige søer, moser og andre vådområder. Op mod 60 % af arealet rummer usædvanlig biodiversitet. Parkens geologiske uensartethed, topografiske forskelle og klimaforhold forklarer den usædvanlige variation inden for fauna, flora og naturlige biotoper (enge, bjergheder, vådområder, søer, skove og skrænter).
Sammenhængende enge, sætere og heder dækker 60 % af parken om rummer et enestående planteliv. Der finder man den vigtigste bestand af stor tornskade i Europa. Op mod 30 % af området er skovdækket. Der er flere end 133 vådområder, der er større end 1 hektar, inden for parkens område. De er stadigvæk hovedsageligt i god bevaringstilstand og huser foruden en art af nøkketunge (Ligularia sibirica) bemærkelsesværdige bestande af dyr som ensianblåfugl (Phengaris alcon), sumpgræshoppe (Chorthippus montanus) og månevandnymfe (Coenagrion lunulatum). Samme sted findes også en usædvanlig diversitet af mosser (bryophytes) som f.eks. tørvemosser (Sphagnum sp.). Der er talrige søer i parken, og mere end 30 af dem er naturlige. Disse bjergsøer er skabt ved vulkanisme eller under istiderne og er forholdsvis uspolerede, men sårbare, og de rummer en usædvanlig biodiversitet. Hovedparten er næringsfattige med og er levested for sjældne vandplanter
- Vulkaner i Auvergne.
- Puy de Dôme.
- Puy de Sancy.
- Puy de Pariou.
- Puy de Côme.

#### Parc régional du livradois Forez
Le Parc du Livradois-Forez er den fjerdestørste, regionale naturpark i Frankrig. Dette område med mellemhøje bjerge ligger i den østlige del af Auvergne og rummer både tørvemoser og søer med surt vand, bjergheder i Hautes Chaumes du Forez, bøge- og granskove, sumpskove, Limagne-bakker og tørre skråninger, høsletenge, floder og bjergbække, hvor man stadig kan finde flodperlemusling (Margaritifera margaritifera). Her har været dyrket landbrug med mange afgrøder og kvægavl, men området er nu tyndt befolket. Størstedelen af arealet består af udstrakte, træbevoksede områder. Alle de 51 arter af pattedyr, som lever i Auvergne, findes også i denne park.
Mellem parken og floden Allier, ligger Bois de la Comté, som er en skov i en høj grad af naturtilstand, der dækker mellem 900 og 1.500 hektar. Områdets linde- og askeskove hører til de botanisk set mest interessante i Frankrig.
- Vallée glaciaire du Fossat.
- Celles-sur-Durolle.
- Udsigt ved Pierre-sur-Haute.
- Saint-Bonnet-le-Chastel.
- Saint-Jean-des-Ollières.
- Vers le sommet du Rez de Sol.

## Historie
Auvergnes historie går tilbage til gallere, som tegneserien Asterix har gjort så kendt. De slog deres folder i Auvergne i romertiden og gallerhøvdingen Vercingetorix er stærkt knyttet til Auvergnes historie. 

## Kultur

### Gastronomi
Auvergne er kendt for flere specielle egnsretter som l'Aligot: kartoffelmos med ost, la Truffade, spegepølser og oste som Cantal, St. Nectaire og Bleu d'Auvergne.

## Økonomi

### Erhvervsliv
De mest kendte indbyggere i Auvergne er formentlig de to brødre André og Edouard Michelin, der i slutningen af 1800-tallet begyndte produktion af gummidæk til biler i Clermont-Ferrand, som i dag stadig er hjemsted for den verdensomspændende virksomhed. Også den berømte og af restauranter frygtede Guide Michelin, er en del af koncernens virksomhed, men var fra starten omkring år 1900 ment som en hjælp til den tiltagende bilisme, med anvisninger om autohjælp, hoteller og værksteder i Frankrig. Som en understregning af Michelins tilhørsforhold til Clermont-Ferrand, blev Frankrigs første sporvognslinie, hvor sporvognene kører på gummihjul, indviet i Clermont-Ferrand i oktober 2006.